# Маяк Пеггис-Пойнт
Маяк Пеггис-Пойнт (англ. Peggys Point Lighthouse), также известный как маяк Пеггис Коув (англ. Peggys Cove Lighthouse) — маяк, расположенный в небольшой деревне Пеггис-Коув в 43 километрах от центра города Галифакс, графство Галифакс, провинция Новая Шотландия, Канада. Построен в 1868 году.

## История
В 1860 году парламент Новой Шотландии удовлетворил петицию жителей поселений залива Сент-Маргарет об установке маяка. Контракт на строительство маяка был подписан 20 июня 1867 года, стоимость строительства составила $1690. Строительство было завершено в 1868 году. Маяк представлял собой деревянный двухэтажный дом смотрителя с башней маяка наверху. Для освещения использовался аппарат из ламп и рефлекторов. В 1877 году строение укрепили опорами. В 1887 году на маяке заменили фонарную комнату. В 1897 году на маяк установили линзу Френеля пятого поколения. Однако через три месяца в фонарной комнате произошел взрыв, и старый осветительный аппарат вернули на место. Однако здание было повреждено, и в 1915 году было построено новая бела бетонная восьмиугольная башня высотой 15 метров, стоимость работ составила $2456. На маяк был установлена линза Френеля четвёртого поколения. В 1949 году маяк был электрифицирован. В 1954 маяк пострадал от урагана Эдна и был деактивирован. В 1958 году маяк был автоматизирован и возвращён в эксплуатацию. В настоящее время маяк служит почтовым отделением для жителей деревни и туристической достопримечательностью.